# Eilema helveola
Eilema helveola är en fjärilsart som beskrevs av Ferdinand Ochsenheimer 1810. Eilema helveola ingår i släktet Eilema och familjen björnspinnare. Inga underarter finns listade i Catalogue of Life.